# 올림픽 가나 선수단
가나는 1952년에 처음으로 올림픽에 참가했다. 당시는 식민지명인 골드코스트란 이름으로 참가했다. 가나는 1952년 이래 1956년 대회, 뉴질랜드(아파르헤이트를 시행하는 남아프리카 공화국과 스포츠 교류를 하고 있었다)의 참가에 대한 항의로 불참한 1976년 대회, 미국이 주도한 보이코트에 동참한 1980년 대회를 제외하고 대부분의 하계 올림픽에 선수단을 파견했다. 동계 올림픽에는 2010년에 처음으로 참가했다.
가나는 역대 올림픽에서 복싱에서 세 개, 축구에서 동메달 한 개 등 모두 네 개의 메달을 땄다.
가나 올림픽 위원회는 1952년에 창설되어 같은 해에 국제 올림픽 위원회의 승인을 받았다.

## 하계 올림픽

### 메달리스트
| 메달   | 선수 | 대회              | 종목 | 세부 종목         |
| ------ | --- | ----------------- | ---- | ----------------- |
| 은메달 | 클레먼트 쿼티 | 1960년 로마       | 복싱 | 남자 라이트웰터급 |
| 동메달 | 에디 블레이 | 1964년 도쿄       | 복싱 | 남자 라이트웰터급 |
| 동메달 | 프린스 아마티 | 1972년 뮌헨       | 복싱 | 남자 미들급       |
| 동메달 | 축구 대표팀 조애킴 아체암퐁 사이먼 아도 새미 아제이 프랭크 아망콰 버나드 아리 아이작 아사레 콰메 아유 이브라힘 도세이 모하메드 가르고 새뮤얼 쿠포르 니 램프티 야우 프레코 샤모 쿠아예 | 1992년 바르셀로나 | 축구 | 남자              |

### 종목별 메달 집계
| 종목 | 1 | 2 | 3 | 합계 |
| 복싱 | 0 | 1 | 2 | 3    |
| 축구 | 0 | 0 | 1 | 1    |
| 합계 | 0 | 1 | 3 | 4    |

## 같이 보기
- 패럴림픽 가나 선수단
- 동계 올림픽에 참가한 열대 국가